# The Monkey
Pour les articles homonymes, voir Monkey.
Pour plus de détails, voir Fiche technique et Distribution.
The Monkey est un film américain réalisé par Oz Perkins et sorti en 2025. Il s'agit d'une adaptation de la nouvelle Le Singe de Stephen King, parue en 1980 dans le magazine Gallery.

## Synopsis
En 1999, Petey Shelburn tente de revenir et de détruire un singe, jouet jouant du tambour, dans un magasin d’antiquités. Avant qu’il ne puisse le faire, le singe joue du tambour, et une réaction en chaîne fait que le propriétaire du magasin est éventré avec un fusil harpon. Peu de temps après, Petey disparaît, laissant sa femme, Lois, élever leurs jumeaux identiques Hal et Bill. Les jumeaux finissent par découvrir le singe dans un placard contenant les affaires de leur père et remontent la clé à l'arrière du jouet. Plus tard dans la soirée, le singe joue du tambour alors qu’ils sont dans un restaurant hibachi, déclenchant la décapitation accidentelle de leur baby-sitter, Annie.
L’intimidation de Bill envers Hal incite ce dernier à remonter la clé du singe, espérant que cela tuera son frère. Au lieu de cela, Lois souffre d’un anévrisme soudain et meurt sous les yeux de Bill. Submergé par la culpabilité, Hal démantèle et se débarrasse du singe avant que lui et Bill ne déménagent à Casco, dans le Maine, pour vivre avec leur tante Ida et leur oncle Chip. Lorsque le singe réapparaît mystérieusement dans leur nouvelle demeure, Bill se rend compte de son pouvoir maléfique et remonte la clé malgré les protestations de Hal ; Chip est piétiné à mort par une bousculade de chevaux peu de temps après, alors que ce dernier campait. Les jumeaux enferment le singe dans sa boîte et le jettent dans un puits voisin, en espérant qu’il y restera caché à jamais.
Vingt-cinq ans plus tard, Hal est séparé de Bill et de son propre fils Petey, qu’il ne voit qu’une fois par an, de peur que le singe ne revienne le tuer. Il apprend également que son ex-femme et son nouveau mari, Ted, prévoient d’adopter Petey, le coupant ainsi de la vie de Hal. Pendant ce temps, Ida est soudainement tuée dans un accident improbable. Bill appelle Hal et insiste pour qu’il se rende à la maison d’Ida, affirmant qu’il soupçonne le singe d’être revenu et que quelqu’un a remonté sa clé. Hal se rend compte que c’est vrai lorsqu’une femme explose après que la piscine d’un motel ait été électrifiée par la ventilation, mystérieusement déboulonnée et tombée à terre. L’agente immobilière, Barbara, révèle à Hal qu’après la mort d’Ida, une série d’accidents mortels, tous plus bizarres les uns que les autres, se sont produits dans la ville au cours de la semaine écoulée, avant qu’un fusil de chasse ne fasse exploser son visage.
Lorsque Hal et Petey arrivent à la maison d’Ida, ils apprennent que Bill vit en ville et possède maintenant le singe. Il a engagé un citoyen local, Ricky, pour le récupérer pour lui, car Bill soupçonnait depuis longtemps que la mort de Lois avait été causée par Hal dans une tentative de le tuer : il a donc passé des années à attendre le retour du singe pour l’utiliser en représailles. Cependant, le singe n’a tué que des personnes au hasard au lieu de Hal au cours de la semaine écoulée. Bill soupçonne que celui qui remonte sa clé est immunisé contre le fait d’être la prochaine victime du jouet tordu, et dit à Hal qu’il ordonnera à Petey de remonter la clé pour le protéger. sinon, Bill continuera à remonter la clé du singe sans pitié jusqu’à ce que Hal soit tué, peu importe qui d’autre meurt dans la ville en conséquence.
Hal refuse jusqu’à ce que Ricky, qui est devenu obsédé par le singe, force Petey sous la menace d’une arme à le récupérer pour lui chez Bill. Bill demande à Petey de remonter la clé et Ricky est ensuite tué par un essaim de guêpes. Hal entre dans la maison et Bill, voyant que son frère est toujours indemne, force le singe à tambouriner sans tourner la clé dans une tentative désespérée de tuer Hal. En représailles, le singe tambourine de manière incontrôlable et déclenche la mort et la destruction dans toute la ville. Bill finit par abandonner, les jumeaux se réconcilient sur leur chagrin commun pour leur mère et s’excusent l’un envers l’autre. Peu de temps après, le singe joue du tambour une dernière fois et Bill est soudainement décapité par une boule de bowling portant le nom de Lois.
En conduisant à travers la ville maintenant dévastée, Hal et Petey acceptent leur destin en tant que propriétaires du singe pour éviter que la clé ne soit à nouveau remontée. Un homme pâle aux yeux noirs monté à cheval – sous-entendu pour représenter le Cavalier Pâle – passe et les salue d'un hochement de tête. Hal, déterminé à renouer avec son fils, suggère qu’ils aillent danser car c’est quelque chose que Lois avait adoré, et Petey accepte.

## Fiche technique
Sauf indication contraire, les informations mentionnées dans cette section peuvent être confirmées par la base de données cinématographiques IMDb,  présente dans la section « Liens externes ».
- Titre original : The Monkey
- Titre Québécois : Le singe
- Réalisation : Oz Perkins
- Scénario : Oz Perkins, d'après la nouvelle Le Singe
- Musique : N/A
- Montage : N/A
- Costumes : Mica Kayde
- Photographie : Nico Aguilar
- Production : Dave Caplan, Michael Clear, Chris Ferguson, Brian Kavanaugh-Jones et James Wan
- Sociétés de production : Atomic Monster, Black Bear International, C2 Motion Picture Group, Range Media Partners, Stars Collective Films Entertainment Group et The Safran Company
- Sociétés de distribution : Metropolitan Filmexport (France), Neon (États-Unis), The Searchers (Belgique)
- Pays de production :  États-Unis
- Langue originale : anglais
- Format : couleur
- Genre : horreur, fantastique, comédie
- Durée : 94 minutes
- Dates de sortie :
  - France : 14 février 2025 (avant-premières) ; 19 février 2025 (sortie nationale)
  - Suisse romande : 19 février 2025
  - États-Unis, Canada : 21 février 2025
- Classification :
  - France : interdit aux moins de 12 ans
  - Suisse : âge légal 16 ans
  - États-Unis : Classe R (-17)

## Distribution
- Theo James (VF : Damien Ferrette ; VQ : Jean-François Beaupré) : les jumeaux Hal et Bill Shelburn
  - Christian Convery (VF : Emmylou Homs ; VQ : Noé Henri Rouillard) : Hal et Bill, enfants
- Colin O'Brien (en) (VF : Jean-Stan Du Pac ; VQ : Thomas Delorme) : Petey, fils de Hal
- Tatiana Maslany (VF : Chloé Berthier ; VQ : Catherine Brunet) : Lois Shelburn, mère de Hal et Bill
- Adam Scott (VF : Laurent Morteau) : le capitaine Petey Shelburn, père de Hal et Bill
- Sarah Levy (en) : Ida, tante de Hal et Bill
- Oz Perkins : Chip, oncle de Hal et Bill
- Rohan Campbell (VF : Alexandre Nguyen ; VQ : Nicolas Poulin) : Ricky
- Janet Kidder (VF : Annie Balestra) : la mère de Ricky
- Laura Mennel (VQ : Mélanie Laberge) : l'ex de Hal et mère de Petey
- Elijah Wood (VF : Alexandre Gillet ; VQ : Guillaume Champoux) : Ted Hammerman, le beau-père de Petey
- Danica Dreyer : Annie Wilkes, baby-sitter de Hal et Bill
- Tess Degenstein (VQ : Rachel Graton) : Barbara, l'employée de l'agence immobilière
- Nicco Del Rio (VF : Florent Pochet ; VQ : Xiao-Yi Hernan) : Prêtre débutant
- Beatrix Perkins (VF : Soizic Fonjallaz) : Florence

Source et légende : Version française (VF) sur RS Doublage et carton cinématographique du doublage français. version québécoise (VQ) sur Doublage.qc.ca

## Production
Au Marché du film de Cannes en mai 2023, Black Bear Pictures annonce qu'une adaptation de la nouvelle Le Singe de Stephen King est en développement et va être proposée à des distributeurs. Osgood “Oz” Perkins est engagé comme réalisateur et scénariste alors que James Wan participe à la production via sa société Atomic Monster. Le projet avait avant cela été développé par Searchlight Pictures.
Theo James est annoncé dans le rôle principal en mai 2023. En mars 2024, Tatiana Maslany, Elijah Wood, Christian Convery, Colin O'Brien, Rohan Campbell ou encore Sarah Levy (en) rejoignent également la distribution.
Le tournage débute à Vancouver le 5 février 2024 et s'achève le 22 mars 2024,
,.

## Sortie
En mai 2024, Neon obtient les droits de distribution pour les États-Unis face à d'autres concurrents lors du Marché du film de Cannes. la sortie est alors fixée à 2025. Il est ensuite annoncé que la sortie américaine est fixée au 21 février 2025.